# Sybra pseudosignata
Sybra pseudosignata là một loài bọ cánh cứng trong họ Cerambycidae.